# ییچونگکیاو
ییچونگکیاو (به لاتین: Yichongqiao) یک شهرک در جمهوری خلق چین است که در Cili County واقع شده‌است. ییچونگکیاو ۳۰ کیلومتر مربع مساحت و ۱۸٬۰۰۰ نفر جمعیت دارد.